# أيون كريانغا
أيون كريانغا (بالرومانية: Ion Creangă)‏ (1 مارس أو يونيو 1837-31 ديسمبر 1889) هو كاتب قصص قصيرة روماني.

## روابط خارجية
- أيون كريانغا على موقع IMDb (الإنجليزية)
- أيون كريانغا على موقع ميوزك برينز (الإنجليزية)
- أيون كريانغا على موقع ديسكوغز (الإنجليزية)
- أيون كريانغا على موقع قاعدة بيانات الفيلم (الإنجليزية)